# 钟阜路站
钟阜路站，全称钟阜路·市第二医院站，位于中华人民共和国江苏省南京市鼓楼区建宁路与钟阜路交叉口地下，是南京地铁7号线的地铁车站，2024年12月28日投入运营。

## 车站结构
钟阜路站为现有7号线与在建9号线的换乘车站，设于建宁路与钟阜路交叉路口。7号线沿钟阜路南北向敷设，位于路口南侧，于2024年12月28日投入使用；9号线部分在建，沿建宁路东西向敷设。7号线与9号线呈“T”型换乘，两部分站台之间设有节点，可实现快速换乘。
钟阜路站为地下三层岛式双柱三跨箱型框架结构车站，7号线车站有效站台长120m，宽13m；9号线部分全长275米，采用半盖挖法施工，站后设置有一停车线。
钟阜路站地下一层为站厅层、地下二层为9号线站台层及设备层、地下三层为7号线站台层，车站主体建筑面积12506平方米。

### 楼层分布
| 1层  | 地面               | 出入口                            |  |  |
| -1层 | 站厅               | 自动售票机、客服中心、连接上盖TOD |  |  |
| -2层 |                    | █ 9号线站台（预留）               |  |  |
| -3层 |                    | █ 7号线 往仙新路（幕府西路）      |  |  |
|      | 岛式站台，左侧开门 |                                   |  |  |
|      |                    | █ 7号线 往西善桥（福建路）        |  |  |

## 车站历史
- 2019年3月30日，7号线部分开始围挡。[3]
- 2021年1月13日，9号线部分首钻开钻。[4]
- 2022年12月，9号线部分主体结构封顶。[5]
- 2023年12月25日，9号线部分停车线部分封顶。
- 2024年12月28日，7号线部分随中段开通正式投入运营。

## 出入口
钟阜路站共设有2个出入口，1号口位于钟阜路一侧，2号口位于建宁路一侧，两座出入口与车站上方上盖建筑合建。
| 出口編號  | 出口指示 | 建議前往的目的地 | 照片 |
| --------- | -------- | ---------------- | ---- |
| 出口 · 1L |          |                  |      |
| 出口 · 2L |          |                  |      |
| 註： 設有 |          |                  |      |

## 接驳交通

### 公交车
| 城河村    | 城河村         | 城河村 | 城河村          | 城河村                    |
| 编号      | 路线           | 路线   | 路线            | 备注                      |
| --------- | -------------- | ------ | --------------- | ------------------------- |
| 10        | 江边路总站     | ⇆      | 墨香路总站      |                           |
| 54        | 月苑南路       | ⇆      | 中山码头北      |                           |
| 66        | 龙江新城市广场 | ⇆      | 万寿总站        |                           |
| 95        | 南堡公园西     | ⇆      | 总统府          |                           |
| 535       | 天润城总站西   | ⇆      | 新模范马路东    | 原 575                    |
| 555敬老线 | 天润城总站     | ⇆      | 南京站·北广场西 | 原 136区间                |
| 558       | 大新华府总站   | ⇆      | 南京站·南广场西 | 原 157区间                |
| D3        | 葛塘公交总站   | ⇆      | 南京站·南广场西 | 原 盐葛线                 |
| Y10       | 南堡公园西     | ⇆      | 墨香路总站      | 原 810（第一代）          |
| Y26       | 葛塘公交总站   | ⇆      | 南京站·南广场西 | D3 夜班；原 826（第一代） |

## 周边
- 南京西站货场
- 南京市第二医院